# Schokoladenblume
Die Schokoladenblume (Berlandiera lyrata Benth., Syn.: Berlandiera incisa Torr. & A.Gray) ist eine Pflanzenart in der Familie der Korbblütler (Asteraceae). Das Epitheton lyrata beschreibt die leierförmig gefiederte Blattform.

## Beschreibung

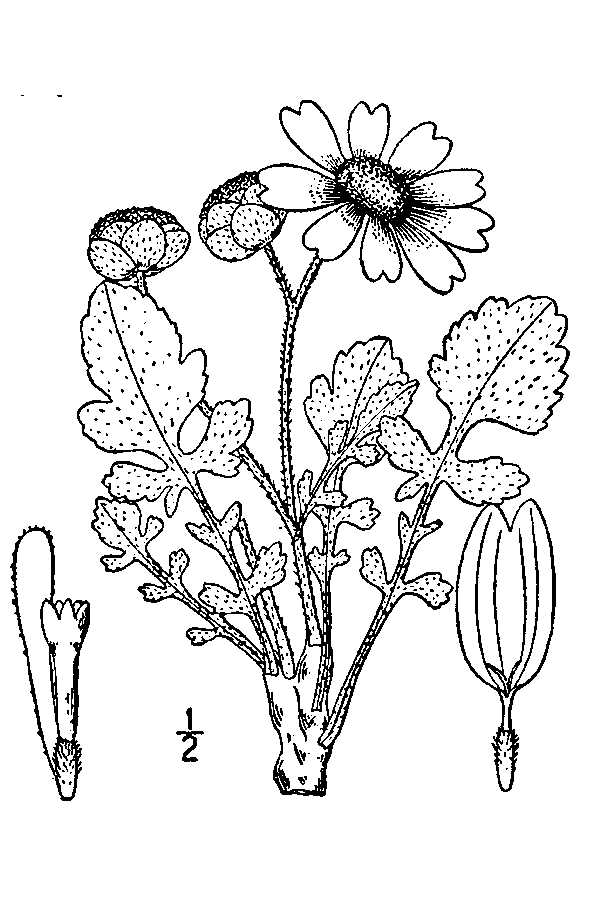
Berlandiera lyrata, Illustration

Berlandiera lyrata ist eine mehrjährige krautige Pflanze bis Halbstrauch, das bedeutet manchmal verholzt die Pflanze etwas an der Basis, und sie erreicht Wuchshöhen von 90 bis 120 cm. Sie sticht hervor durch ihren markanten Geruch nach Vollmilchschokolade, den sie bei starker Sonneneinstrahlung entwickelt. Die wechselständigen Laubblätter sind geigenförmig.
Die Schokoladenblume wächst zwischen Mai und September in Sonne oder Halbschatten. Es werden körbchenförmige Blütenstände gebildet, die meist acht (zwei bis 13) Zungen- und 80 bis 200 Röhrenblüten enthalten. Die gelben Blüten werden von Bienen, Hummeln und Schmetterlingen bestäubt. Die Pflanze ist bis −12 °C  winterhart, friert allerdings oberirdisch zurück.
Die Chromosomenzahl beträgt 2n = 30.

## Ähnliche Arten
Manchmal wird auch die als Gartenpflanze genutzte Schokoladen-Kosmee (Cosmos atrosanguineus) als Schokoladenblume bezeichnet. Diese ist jedoch mit der hier beschriebenen echten Schokoladenblume nicht nahe verwandt.

## Vorkommen
Die Heimat ist Nordamerika: Arizona, Colorado, Kansas, New Mexico, Oklahoma, Texas und Mexiko in Höhenlagen von 700 bis 2200 Meter.